# Interclub atletiek België
De Interclub atletiek België (in Wallonië: 'intercercle') is een kampioenschap onder clubs, dat jaarlijks georganiseerd wordt door de Vlaamse Atletiekliga (VAL), de Franstalige Atletiekliga (LBFA) en hun overkoepelend orgaan Belgian Athletics. Het kampioenschap valt meestal in een weekend in mei, op zaterdag de vrouwen en op zondag de mannen. De winnaars in de hoogste afdeling mogen het jaar erna deelnemen aan de Europese kampioenschappen voor clubs, georganiseerd door de EAA. Vanaf 2023 strijden mannen en vrouwen samen voor de interclubtitel.

## Structuur van het kampioenschap
Elke club selecteert één atleet voor elke discipline. De eerste krijgt 13 punten, de tweede 11, de derde 10 enz., tot de laatste, die 1 punt krijgt. Alle punten worden opgeteld om de eindrangschikking te bepalen.

### Voormalige structuur ... - 2022
In de ere-afdeling KBAB worden de volgende atletiekonderdelen georganiseerd: 100 m, 200 m, 400 m, 800 m, 1500 m, 3000 m, 5000 m (enkel bij de mannen), 110 m horden, 400 m horden, 3000 m steeple (enkel bij de mannen), verspringen, hoogspringen, hink-stap-springen, polsstokhoogspringen, kogelstoten, discuswerpen, speerwerpen, hamerslingeren, 4 × 100 m en 4 × 400 m. In lagere reeksen worden er minder onderdelen georganiseerd, zodat ook clubs met minder atleten kunnen deelnemen.
De laatste twee clubs in de ere-afdeling KBAB degraderen en komen het jaar nadien een reeks lager uit. Hun plaats wordt ingenomen door de winnaars van de ere-afdeling VAL en de elite LBFA, die promoveren. Dit degradatie/promotie-systeem wordt ook toegepast op de lagere reeksen. De afdeling landelijke 2 in Vlaanderen is opgesplitst in 2A en 2B door het groot aantal clubs – dus niet door een verschil in niveau.

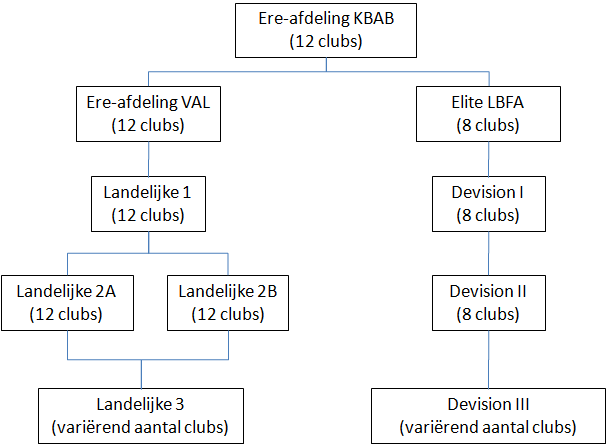
Structuur van het kampioenschap

### Huidige structuur
Vanaf 2023 wordt het kampioenschap op al de verschillende niveaus gemengd georganiseerd, waarbij er dus niet langer een aparte mannen en vrouwen categorie bestaat. Ook werd op dat moment de structuur van de competitie aangepast.
Zo hield de ere-afdeling KBAB op te bestaan en werd deze opgesplitst in twee nationale niveaus, namelijk de Super League en de First League. De andere reeksen behielden hun vorige naam, maar door deze hervorming zakten al deze reeksen die door de VAL en LBFA worden georganiseerd allemaal één niveau. 

## Winnaars
| Jaar | Club vrouwen                            | Club Mannen                             |
| ---- | --------------------------------------- | --------------------------------------- |
| 1947 | -                                       | Racing Club Brussel                     |
| 1948 | -                                       | Union Sint-Gillis                       |
| 1949 | -                                       | Racing Club Brussel                     |
| 1950 | -                                       | Racing Club Brussel                     |
| 1951 | -                                       | Racing Club Brussel                     |
| 1952 | -                                       | Racing Club Brussel                     |
| 1953 | -                                       | Racing Club Brussel                     |
| 1954 | -                                       | Racing Club Brussel                     |
| 1955 | Beerschot VAV                           | Racing Club Brussel                     |
| 1956 | Beerschot VAV                           | Racing Club Brussel                     |
| 1957 | Beerschot VAV                           | Beerschot VAV                           |
| 1958 | NSLO                                    | FC Luik                                 |
| 1959 | NSLO                                    | FC Luik                                 |
| 1960 | NSLO                                    | Beerschot VAV                           |
| 1961 | NSLO                                    | FC Luik                                 |
| 1962 | NSLO                                    | FC Luik                                 |
| 1963 | NSLO                                    | Vlierzele Sportief                      |
| 1964 | NSLO                                    | FC Luik                                 |
| 1965 | Beerschot VAV                           | FC Luik                                 |
| 1966 | Beerschot VAV                           | Daring Club Leuven                      |
| 1967 | Beerschot VAV                           | Daring Club Leuven                      |
| 1968 | Beerschot VAV                           | FC Luik                                 |
| 1969 | Beerschot VAV                           | FC Luik                                 |
| 1970 | Beerschot VAV                           | FC Luik                                 |
| 1971 | Beerschot VAV                           | FC Luik                                 |
| 1972 | Beerschot VAV                           | FC Luik                                 |
| 1973 | Beerschot VAV                           | FC Luik                                 |
| 1974 | Beerschot VAV                           | FC Luik                                 |
| 1975 | Vlierzele Sportief                      | FC Luik                                 |
| 1976 | Beerschot VAV                           | FC Luik                                 |
| 1977 | DAKS                                    | FC Luik                                 |
| 1978 | Beerschot VAV                           | FC Luik                                 |
| 1979 | Beerschot VAV                           | FC Luik                                 |
| 1980 | Beerschot VAV                           | FC Luik                                 |
| 1981 | Olse Merksem                            | FC Luik                                 |
| 1982 | Hermes Club Oostende                    | FC Luik                                 |
| 1983 | Racing Club Gent                        | Excelsior SC                            |
| 1984 | AV Toekomst                             | Excelsior SC                            |
| 1985 | AV Toekomst                             | AV Toekomst                             |
| 1986 | AV Toekomst                             | AV Toekomst                             |
| 1987 | AV Toekomst                             | AV Toekomst                             |
| 1988 | AV Toekomst                             | AV Toekomst                             |
| 1989 | AV Toekomst                             | AV Toekomst                             |
| 1990 | AV Toekomst                             | AV Toekomst                             |
| 1991 | AV Toekomst                             | AV Toekomst                             |
| 1992 | AV Toekomst                             | Excelsior SC                            |
| 1993 | KAA Gent                                | Excelsior SC                            |
| 1994 | RFC Luik                                | Excelsior SC                            |
| 1995 | RFC Luik                                | RFC Luik                                |
| 1996 | RFC Luik                                | RFC Luik                                |
| 1997 | RFC Luik                                | RFC Luik                                |
| 1998 | Olympic Essenbeek Halle                 | RFC Luik                                |
| 1999 | Olympic Essenbeek Halle                 | RFC Luik                                |
| 2000 | KAA Gent                                | RFC Luik                                |
| 2001 | Olympic Essenbeek Halle                 | RFC Luik                                |
| 2002 | AV Toekomst                             | Flanders Atletiekclub                   |
| 2003 | KAA Gent                                | Flanders Atletiekclub                   |
| 2004 | KAA Gent                                | Flanders Atletiekclub                   |
| 2005 | KAA Gent                                | Vilvoorde AC                            |
| 2006 | Vilvoorde AC                            | Vilvoorde AC                            |
| 2007 | Vilvoorde AC                            | RFC Luik                                |
| 2008 | Daring Club Leuven Atletiek             | RFC Luik                                |
| 2009 | Daring Club Leuven Atletiek             | RFC Luik                                |
| 2010 | Vilvoorde AC                            | RFC Luik                                |
| 2011 | AC Dampicourt                           | Royal Excelsior SC                      |
| 2012 | Daring Club Leuven Atletiek             | Daring Club Leuven Atletiek             |
| 2013 | Daring Club Leuven Atletiek             | Royal Excelsior SC                      |
| 2014 | CA Brabant Wallon                       | Royal Excelsior SC                      |
| 2015 | Atletiekclub Meetjesland                | Royal Excelsior SC                      |
| 2016 | CA Brabant Wallon                       | Royal Excelsior SC                      |
| 2017 | CA Brabant Wallon                       | Royal Excelsior SC                      |
| 2018 | Royal Excelsior SC                      | Royal Excelsior SC                      |
| 2019 | Royal Excelsior SC                      | Royal Excelsior SC                      |
| 2020 | geen interclub wegens COVID-19-pandemie | geen interclub wegens COVID-19-pandemie |
| 2021 | geen interclub wegens COVID-19-pandemie | geen interclub wegens COVID-19-pandemie |
| 2022 | CA Brabant Wallon                       | AC Lyra                                 |
| 2023 | Royal Excelsior SC                      | Royal Excelsior SC                      |
| 2024 | Royal Excelsior SC                      | Royal Excelsior SC                      |
| 2025 | Royal Excelsior SC                      | Royal Excelsior SC                      |

## Aantal titels per club
Tot en met seizoen 2024.
| Club                    | Titels |
| ----------------------- | ------ |
| RFC Luik                | 36     |
| Beerschot VAV           | 19     |
| AV Toekomst             | 17     |
| Royal Excelsior SC      | 17     |
| Racing Club Brussel     | 9      |
| Daring Club Leuven      | 7      |
| NSLO                    | 7      |
| KAA Gent                | 5      |
| Vilvoorde AC            | 5      |
| CA Brabant Wallon       | 4      |
| Flanders Atletiekclub   | 3      |
| Olympic Essenbeek Halle | 3      |
| Vlierzele Sportief      | 2      |
| DAKS                    | 1      |
| OLSE Merksem            | 1      |
| Hermes Club Oostende    | 1      |
| Racing Club Gent        | 1      |
| AC Dampicourt           | 1      |
| AC Meetjesland          | 1      |
| Union Sint-Gillis       | 1      |
| AC Lyra                 | 1      |